# Isaac L. Fasseur
Isaac Laurens Fasseur (Vlissingen, 13 december 1859 – ?), was een Nederlands zeeman in Amerikaanse dienst die in 1884 de Medal of Honor, de hoogste Amerikaanse militaire onderscheiding, verkreeg. Hij is de enige Vlissinger die deze eer te beurt viel.
Fasseur trad in dienst van de Amerikaanse marine in Valparaíso in 1882 en tekende in 1885 voor drie jaar bij. Op 13 juni 1884 lag hij met zijn schip de USS Lackawanna in de Peruaanse havenstad Callao toen William Cruise overboord viel. Fasseur en de Noor Ludwig Andreas Olsen (alias Louis Williams) redden hem van de verdrinkingsdood. Fasseur en Williams werden met de Medal of Honor beloond, Williams zelfs voor de tweede maal.
Vervolgens keerde Fasseur terug in Nederland en trouwde in 1889 in Rotterdam met Maria Valke. In 1897 scheidde hij van haar in Dordrecht. Over zijn verdere leven is niets bekend.